# Pilchowice
Pour les articles homonymes, voir Pilchowice (homonymie).
Pilchowice est un village polonais de la voïvodie de Silésie et du powiat de Gliwice. Il est le siège de la gmina de Pilchowice et comptait 2.919 habitants en 2008.
Le barrage de Pilchowice, sur la rivière Bóbr est le second plus haut barrage de Pologne.